# 三陵乡 (邯郸市)
三陵乡，是中华人民共和国河北省邯郸市丛台区下辖的一个乡镇级行政单位。2016年，撤销邯郸县后划入。

## 行政区划
三陵乡下辖以下地区：
姜三陵村、西官庄村、王李庄村、西袁庄村、南郑村、南两岗村、陈三陵村、中三陵村、寺西窑村、李三陵村、张三陵村、薛三陵村、曹庄村、北高峒村、姜窑村、工程村、郭窑村、陈窑村、西陶庄村、东陶庄村、前郭庄村、后郭庄村、周窑村、高窑村和黄窑村。

## 古石龍陣
位於三陵乡的姜窑村在1988年曾在村內磚廠旁的地下挖出十條似是由石頭砌成的巨龍陣，佔地數百平方米，每條石龍總長180到394米不等，高2.5米、寬4.6米，每條龍之間相距2米半到3米。石龍陣最初估計可能是人工產物或古生物化石，但周邊環境並不支持；到後來才確定是從舊河床的河底泥砂沉积形成的。